# ミューチケット

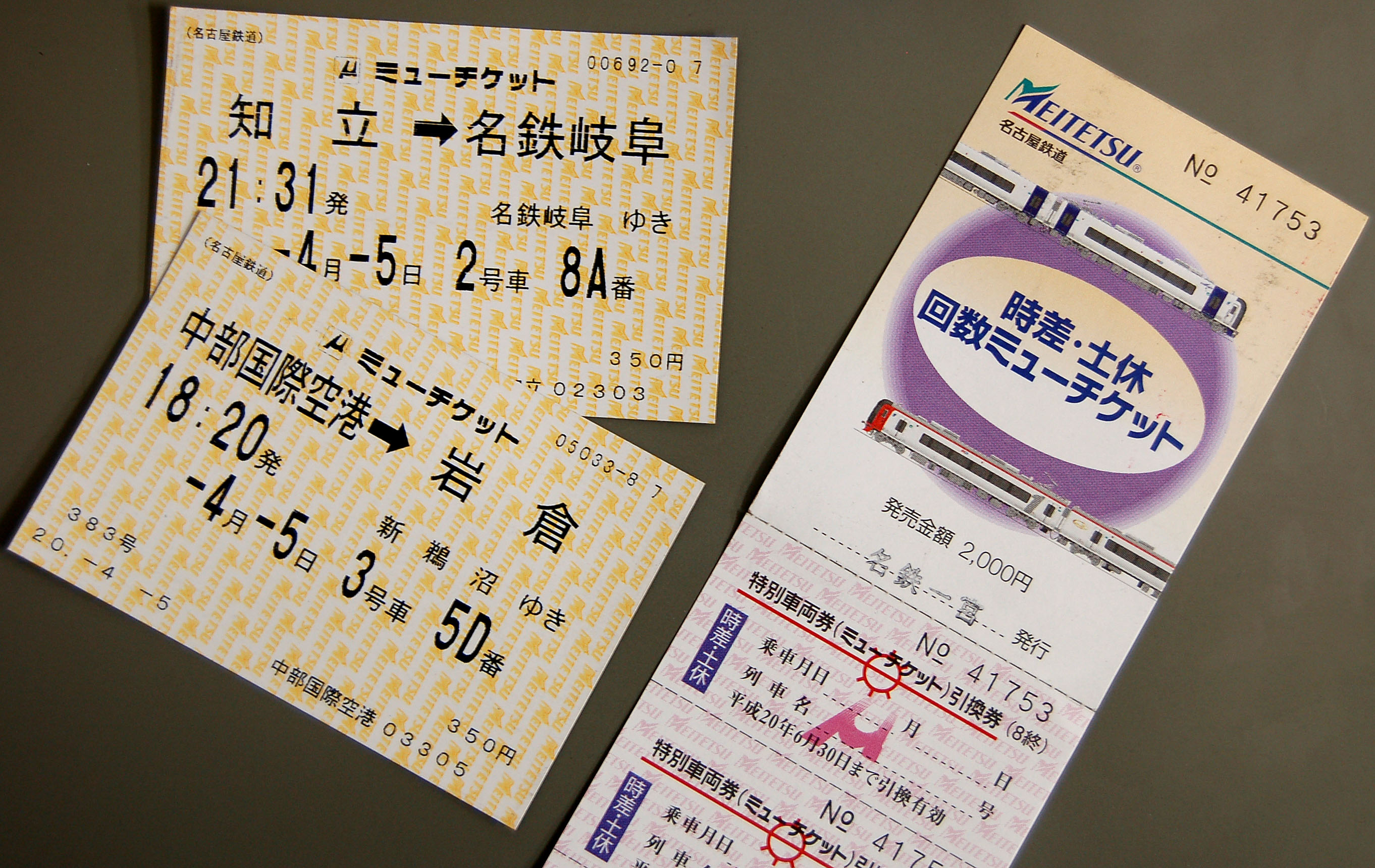
ミューチケット。左の2枚が通常の券片、右は時差・土日回数券。

ミューチケットとは、名古屋鉄道（名鉄）が運行する名鉄特急や一部の急行列車の特別車（座席指定）へ乗車するときに必要な特別車両券の愛称である。

## 概要
前身の座席指定券のリニューアル版として、名鉄特急および特急形電車の指定席車両(特別車)の新しい商品名「μ(ミュー)」とともに1999年（平成11年）5月10日に登場した。なお「μ」はラテン文字のMに相当するギリシャ文字で、MEITETSUのMに通じるものとして命名された。
従来の「座席指定券（料金）」は座席（着席）確保の対価として設定し、満席であっても着席時と同額の料金を立席承知の上で払って乗車することを名鉄では制度上認めている。しかし「指定席なのに座れない」と言う問題点が指摘されていた。そこで1999年（平成11年）に特急運用から7000系・7700系が撤退し、車内設備が統一されたことに伴い、名鉄特急の「指定席車」を「特別車」に変更するとともに、「座席指定料金」から「特別車両の利用料金」に改めた。
2024年（令和6年）現在の発売額は、乗車区間や年齢（大人・子供）を問わず1乗車450円（車内精算の場合は500円）である。なお、閑散時間帯（平日の9 - 16時台・土休日の全時間帯）に利用する場合は名鉄ネット予約サービスで購入した場合に限り300円となるが、中部国際空港駅発着の場合は割引対象外となるので注意が必要。
料金制度の詳細については、名鉄特急#料金制度を参照。

## 歴史
- 1999年（平成11年）05月10日 - 座席指定券の名称を特別車両券（ミューチケット）に変更。
- 2002年（平成14年）10月01日 - ミュー定期券、乗継割引ミューチケットを発売[5]。
- 2008年（平成20年）12月27日 - 乗継割引ミューチケットを乗継ミューチケットと改称し500円から350円に値下げ。ミューチケットと同額になる[6]。
- 2014年（平成26年）04月01日 - 消費税率が8%になったことに伴い350円から360円に値上げ[7]。
- 2019年（令和元年）
  - 05月18日 - ネット予約サービスを開始。同サービス開始に伴って回数ミューチケット（回数特別車両券）、時差・土休回数ミューチケットの発売を同年5月17日で終了[8]。
  - 10月01日 - 消費税率が10%に引き上げられたが、ミューチケットは360円と据え置き[9]。
- 2021年（令和03年）03月15日 - 平日・新鵜沼駅始発の急行2本に連結された特別車のミューチケットの販売を開始[10][11]。
- 2023年（令和05年）03月18日 - 上記の2本に加え、平日・名古屋本線を通しで走る急行2本（岐阜行き、豊橋行き各1本）に連結された特別車のミューチケットの販売を開始。
- 2024年（令和06年）03月16日 - 運賃改定に伴い360円から450円に値上げ（車内精算の場合は500円で、座席指定が可能となる）[12][4]。閑散時間帯（平日9 - 16時台と土休日の全時間帯）は名鉄ネット予約サービスで購入した場合に限り300円となるが、中部国際空港駅発着の場合は対象外で終日450円となるので注意が必要[12][4]。また、ミュー定期券の発売を終了[13]。

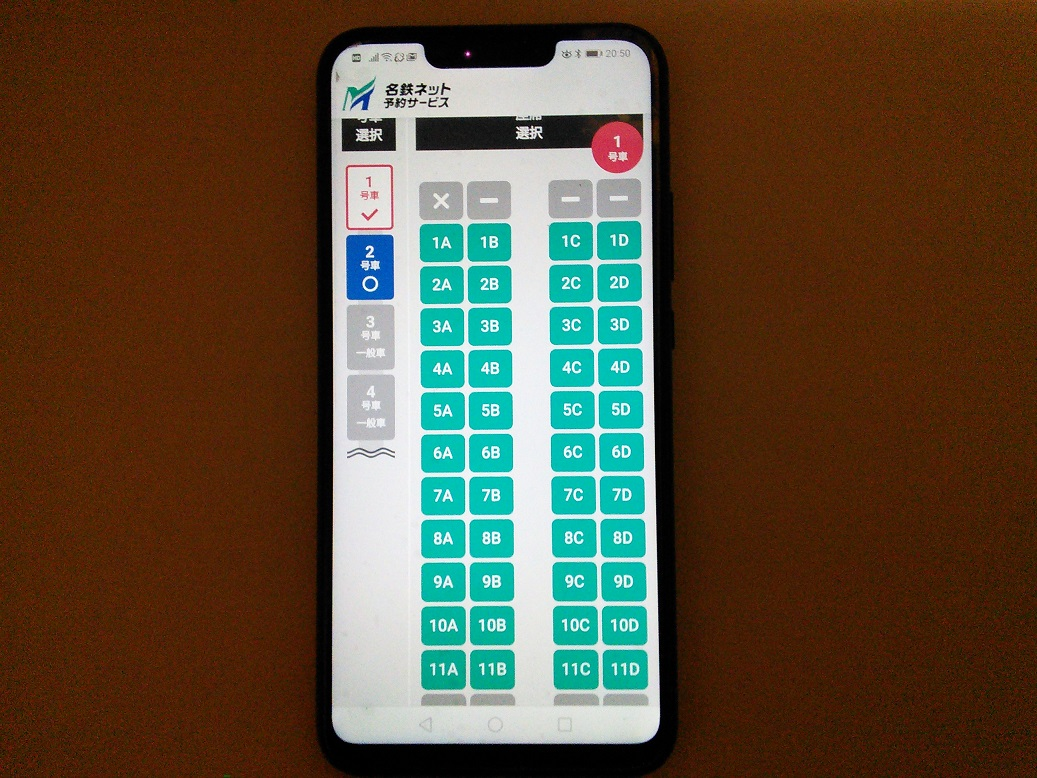
名鉄ネット予約サービスの画面

## 発売日と発売箇所
発売日は、1箇月前（前の月の同じ日）の駅窓口営業開始から（ネット予約サービスは午前5時10分から）である。なお、前の月の同じ日がない場合は当月の1日から発売する。例えば、2月は30日と31日（閏年でない年は29日も）がないので、3月30日と31日（閏年以外は3月29日も）の利用分は3月1日に発売される。
発売箇所は、名鉄の駅では他社への業務委託駅の弥富駅・赤池駅の両駅を除く出札係員配置駅の窓口、または特別車停車駅改札外のミューチケット対応券売機・駅サービスセンターおよび、名鉄岐阜駅・名鉄名古屋駅・金山駅・中部国際空港駅等の改札内に設置されているミューチケット対応券売機である。このほか、名鉄観光サービスを始め、主な旅行会社でも発売している。
2019年（令和元年）5月18日からインターネット、スマートフォン、携帯電話でも購入できるようになった。インターネット、スマートフォン、携帯電話から購入した場合はチケットレスとなる。

## 利用上の注意点
1人1枚（1座席）有効であり、1枚のミューチケット（1座席）で小児以上の複数の人が使用することも、1人で複数の座席を使用することもできない。ただし、乳児・幼児が同伴者のひざ等に乗る場合は1枚のミューチケット（1人分の料金）で乗車可能である。
使用後は、駅で購入した裏が黒いミューチケットは、降りる駅の自動改札機に入れれば回収される。また、車内で精算して発行された裏が白い車内精算券は、駅に備え付けてあるミューチケット回収箱に投入すれば良い。
ミューチケットは特別車の車内において車掌により車内改札されていたが、ネット予約サービス開始後は、ミューチケットを購入せずに特別車に乗車した旅客や、指定された座席ではない座席に着席している旅客に対してのみ車内改札される。
満席の場合にはミューチケットが発売されない。この場合でも「特別車」に乗車することは可能だが、座席は指定されず（通常は立席となる）、「特別車」に乗車している限り「特別車両料金」（ミューチケットと同額）を支払う必要がある。
間違って全車特別車（ミュースカイ）に乗車した場合でも、上記と同様に「特別車両料金」が必要である（空席が無ければ座ることはできない）。
「一部特別車」（特別車と一般車を併結）の列車の「特別車」にミューチケットを所持しない旅客が乗車した場合も、上記と同様に車掌より「特別車両料金」の請求を受けるが、すぐに一般車へ移動すれば料金を支払う必要はない。
万一、ミューチケットを紛失した場合や券面指定の列車に乗り遅れた場合は、再度買い直す必要がある。また、名鉄線内の遅延により、指定列車に乗車することができなかった場合には後続便への振替または返金をしてもらえる。
何らかの理由で該当列車が全車一般車に変更されたり、運休となったりした場合、係員に申し出ることで無手数料で払い戻すことが可能。

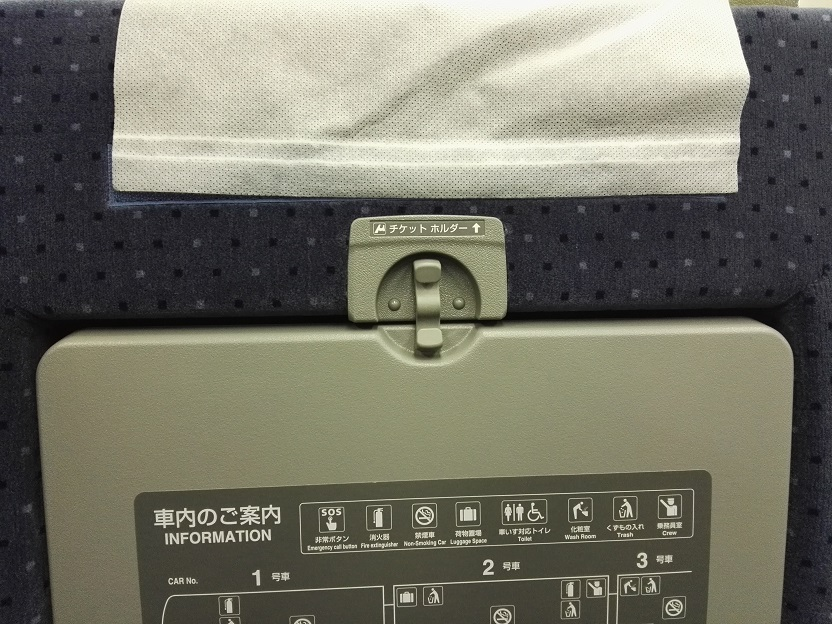
座席シートの後ろにあるμチケットホルダー
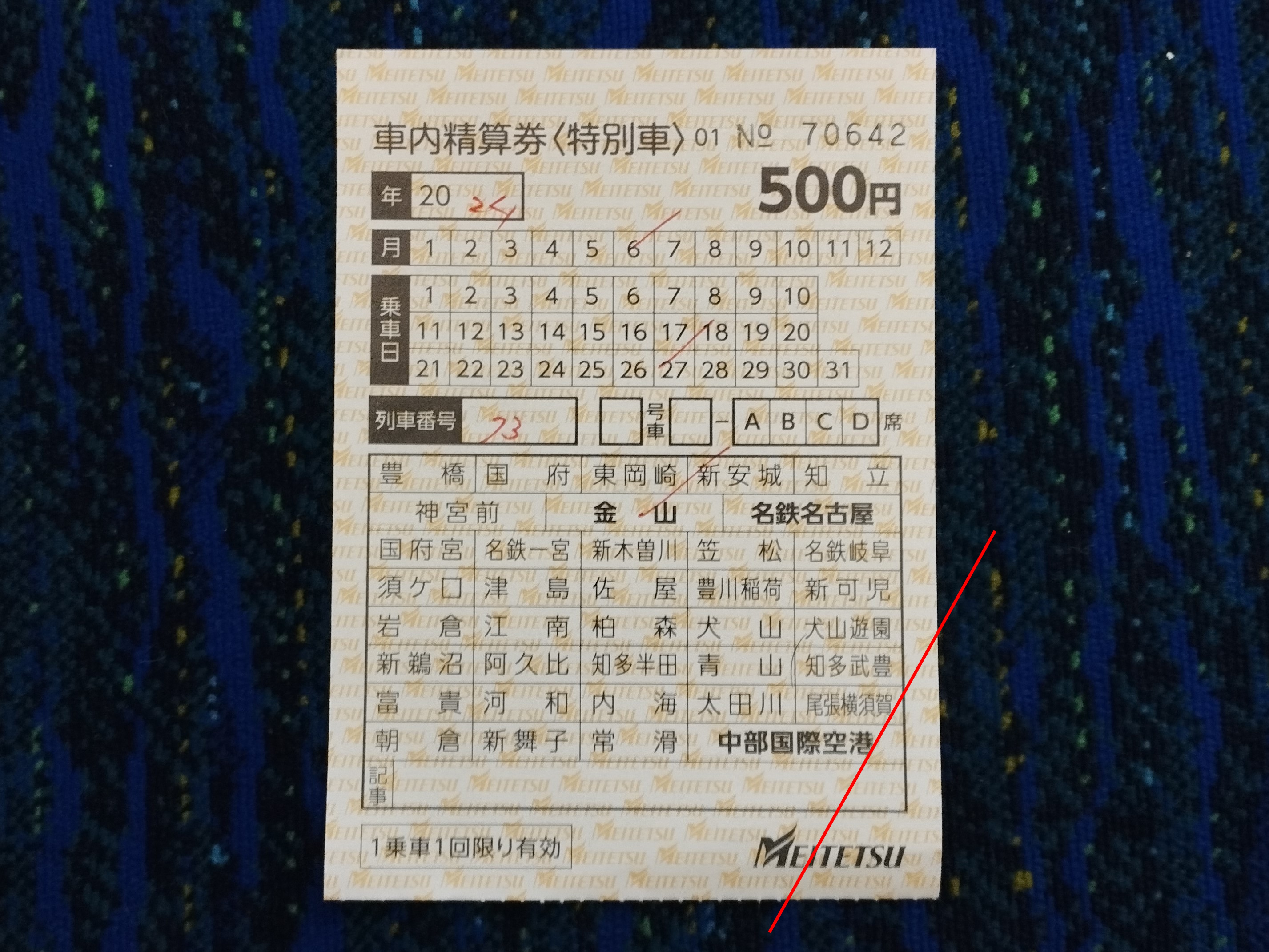
車内精算券＜特別車＞
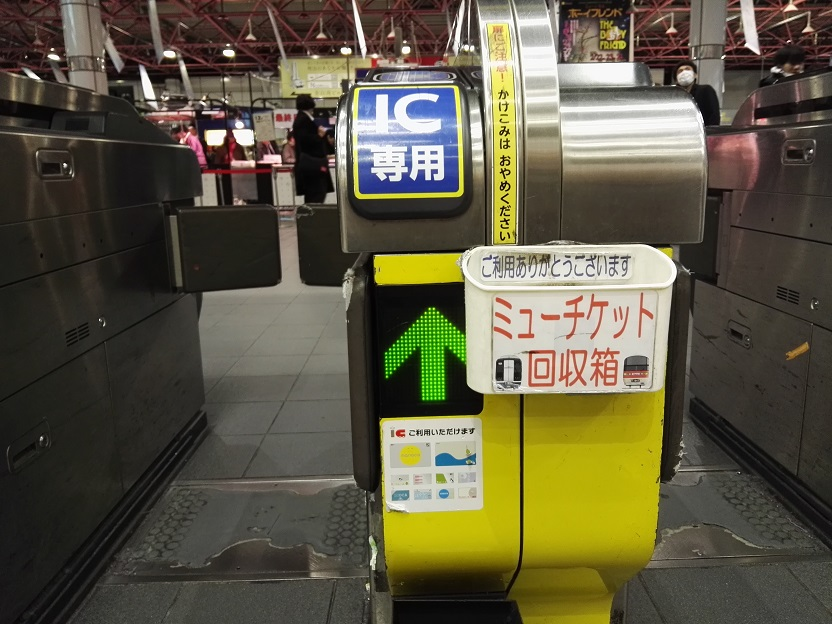
ミューチケット回収箱

## ミューチケットの割引
2024年（令和6年）3月現在のもの。

### 乗継

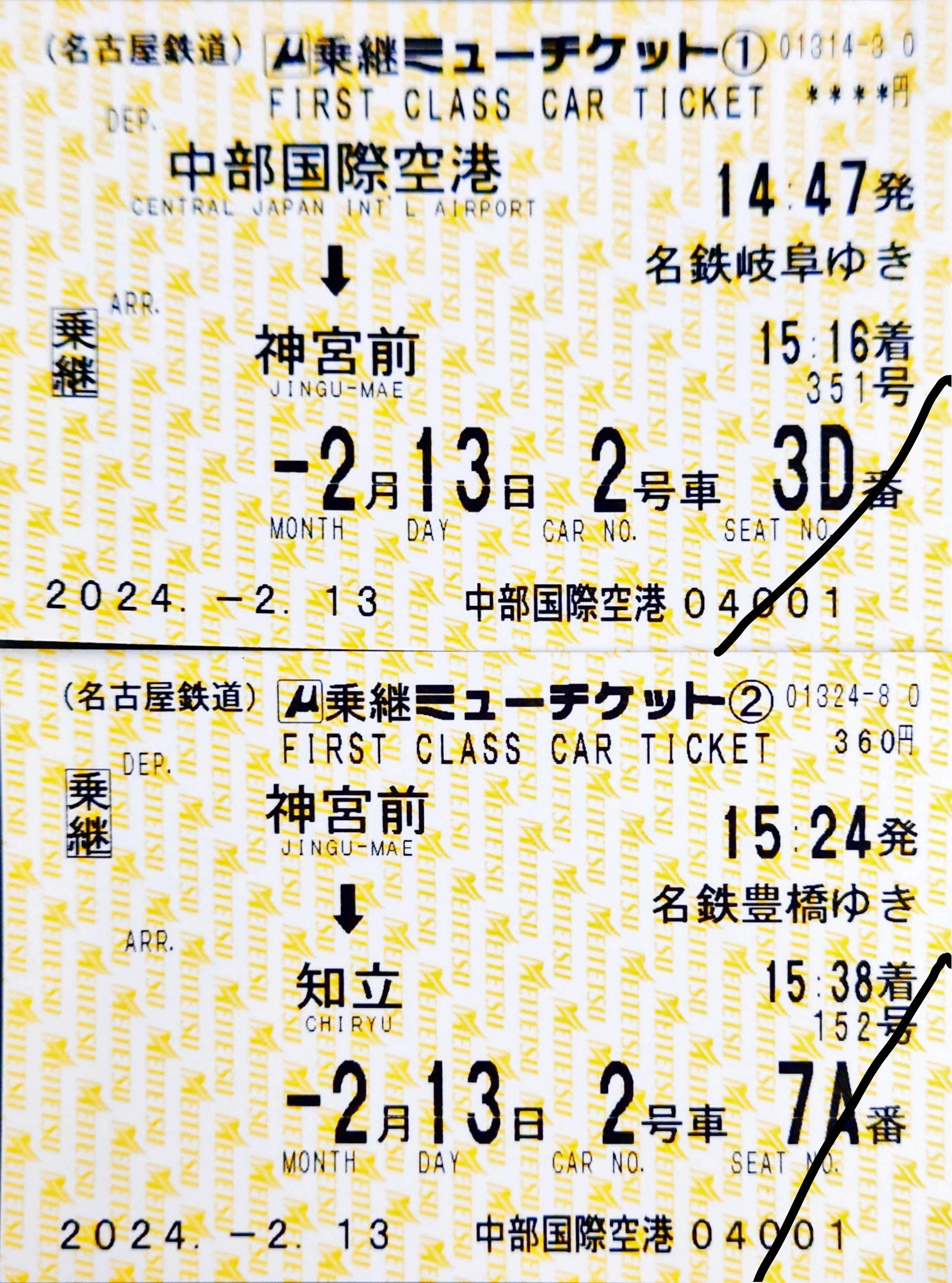
乗継ミューチケットの一例

特別車両券（料金）は1乗車乗切り制が基本であるが、指定駅で60分以内に2列車を乗り継ぐ場合は同時購入する場合に限って2列車をまとめて1乗車と見なし、同額の「乗継ミューチケット」を発売する。
この乗り継ぎの場合、席番が同じになるとは限らない。
ネット予約サービスでは2024年3月16日より購入できるようになった（サービス開始から同年3月15日までは購入できなかった）。

### 迎春1DAYフリーきっぷ
前年の前売り限定で発売される年始向けの1日乗り放題きっぷ。	
2021年（令和3年）正月（2020年（令和2年）発売）分より、フリーきっぷの利用日限定で使用できるミューチケット割引券が2枚セットされる形で発売された。翌2022年（令和4年）正月分は2枚、2023年（令和5年）正月分は1枚、2024年（令和6年）正月分は1枚割引券が引換時に付属するようになっている。

### おトクなきっぷ関連
一部のおトクなきっぷにはミューチケットの割引券が付属している（割引額は切符毎に異なる）。

### キャンペーン
2021年（令和3年）3月26日から2021年（令和3年）4月30日まで指定された自販機でサントリー製品を購入するとミューチケットの180円分の割引券が必ず取得できるキャンペーンが行われた。
その他ミューチケット（無割引）の引換券がついた「ミューチケットカード」と呼ばれるものが一時期発売されていた。

### ミュー定期券（発売終了済み）
1ヶ月間13,400円で発売。平日の1往復のみ同一列車の同一座席を確保することができた。ネット予約サービスでの購入はできなかった。
購入には乗車区間内の定期券を所持していることが条件（通学定期乗車券でもよい）で、乗車する際も定期券とミュー定期券を併用しなければならない。
指定列車でなくても、有効区間内であれば（土休日ダイヤであっても）どの特別車も利用できることに特徴がある。ただし、この場合は空席利用となるので、座席を指定している旅客が現れた場合は席を移動しなければならず、満席の場合は立席乗車となる。
運賃改定に伴い、2024年（令和6年）3月15日をもって発売を終了した。

### まる乗り1Dayフリーきっぷ（特別車乗り放題の特典は廃止済み）
名鉄電車全線が1日乗り放題となるきっぷである。
このきっぷの最大の特徴として、10：00 - 16：00の間はミューチケットを買わなくても特別車の利用も可能となることが挙げられる（それ以外の時間帯でもミューチケットを買えば利用自体は可能）。ただし、空席利用となるので、その席を指定している旅客が乗車してきた場合は席を移動しなければならず、満席の場合はやはり立席乗車となる。
2024年3月16日からは10時 - 16時の特別車乗り放題の特典は廃止となった。

## 回数ミューチケット（発売終了済み）
下記の回数ミューチケットは2019年（令和元年）5月18日からネット予約サービスが開始したことに伴い、前日付で発売を終了した。

### 回数特別車両券（回数ミューチケット）
11枚を10回分の料金（3,600円）で発売。乗車列車や区間は指定されずに発売するため、1枚ずつ自分が希望する列車で利用することができる。乗車する前に窓口で回数券とミューチケットを交換する（磁気券ならミューチケット対応券売機でも可能）。
上記のミュー定期券とは異なり、こちらは利用可能な乗車券の制限がない。
券売機や窓口でミューチケットと引き換えずに乗車し、車掌に申告して車内精算券と引き換えることも可能ではあったが、この場合も座席指定ができないので、座席を指定している旅客が現れた場合は席を移動しなければならず、満席であればやはり立席乗車となっていた。

### 時差･土休回数ミューチケット
14枚で3,600円（1枚当たり257円）で発売。平日の10時～16時と土日休日祝日の終日、並びに土日祝日ダイヤで運転する日の終日と12月31日・1月1日・2日・3日の終日も利用できる。
事前にミューチケットとの引き換えが必要なのは、以前の8枚2,000円時代と変らないが、現在は磁気券となったことから、タッチパネル式自動券売機でもミューチケットとの引き換えが可能となった。また、有効期限が以前は最高で6ヶ月あったのに対し、発行日から3ヶ月と短くなった。
これを使って発行されたミューチケット券面には、「時差土休」の文字が入る。しかし発売額は「360円」の表示となっている。

## 券面表示の変遷

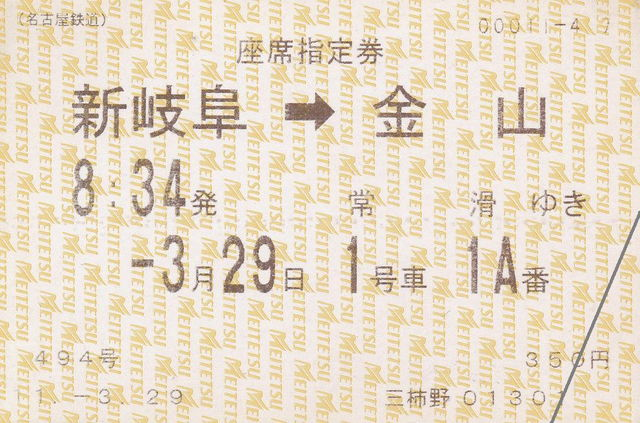
「座席指定券」（最後年、複合駅務端末機による発券様式）
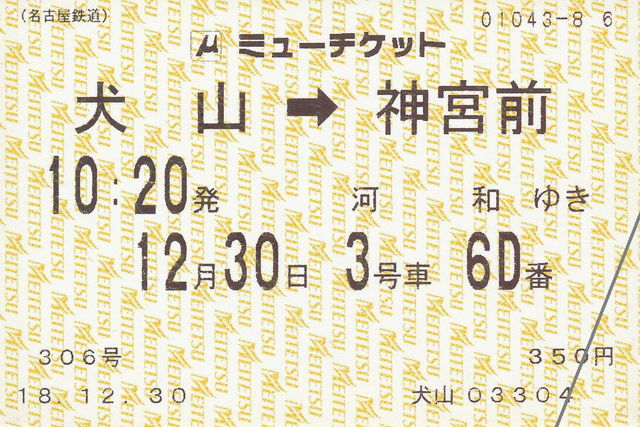
複合駅務端末機による従前の窓口発券様式
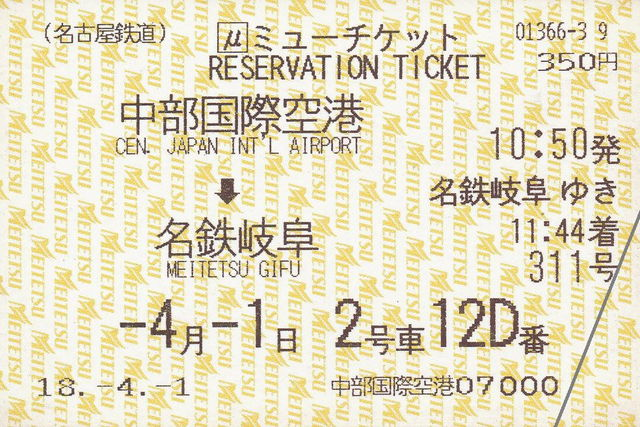
2005年（平成17年）1月導入のミューチケット専用券売機による発券様式
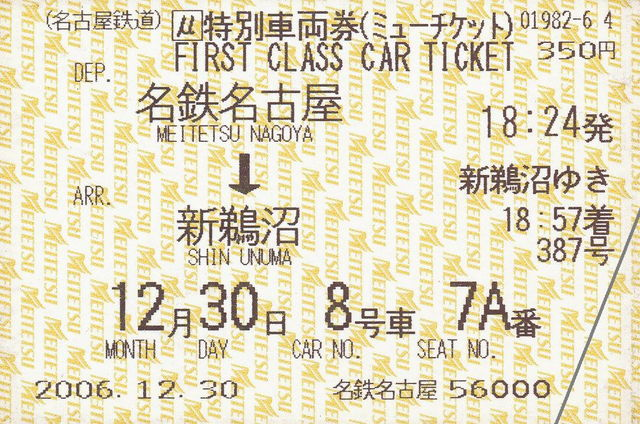
2006年（平成18年）12月以降のミューチケット専用券売機による発券様式
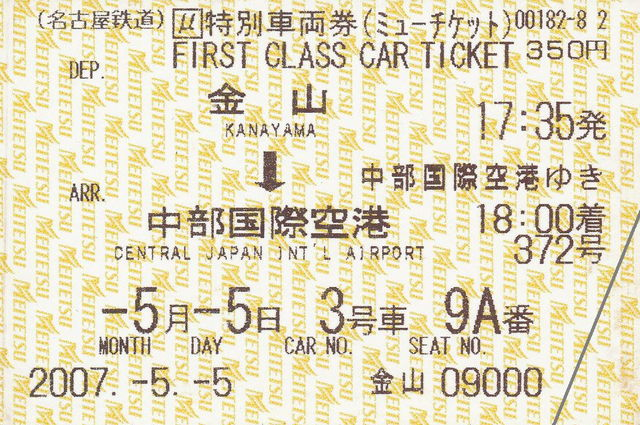
2006年（平成18年）以降導入の券売機による発券様式
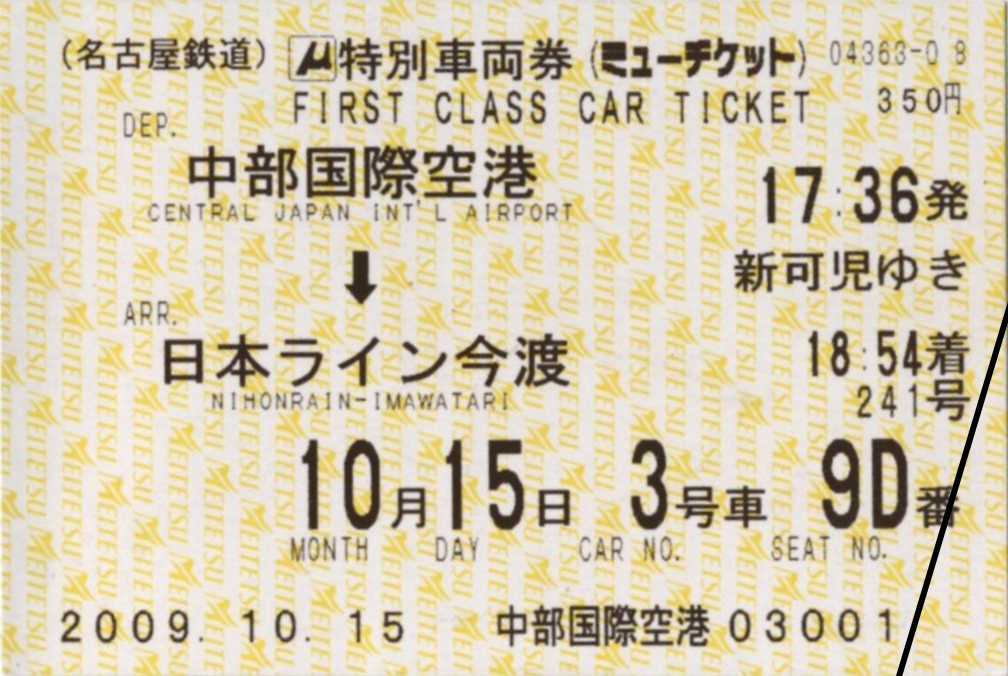
2009年（平成21年）現在の窓口発券様式
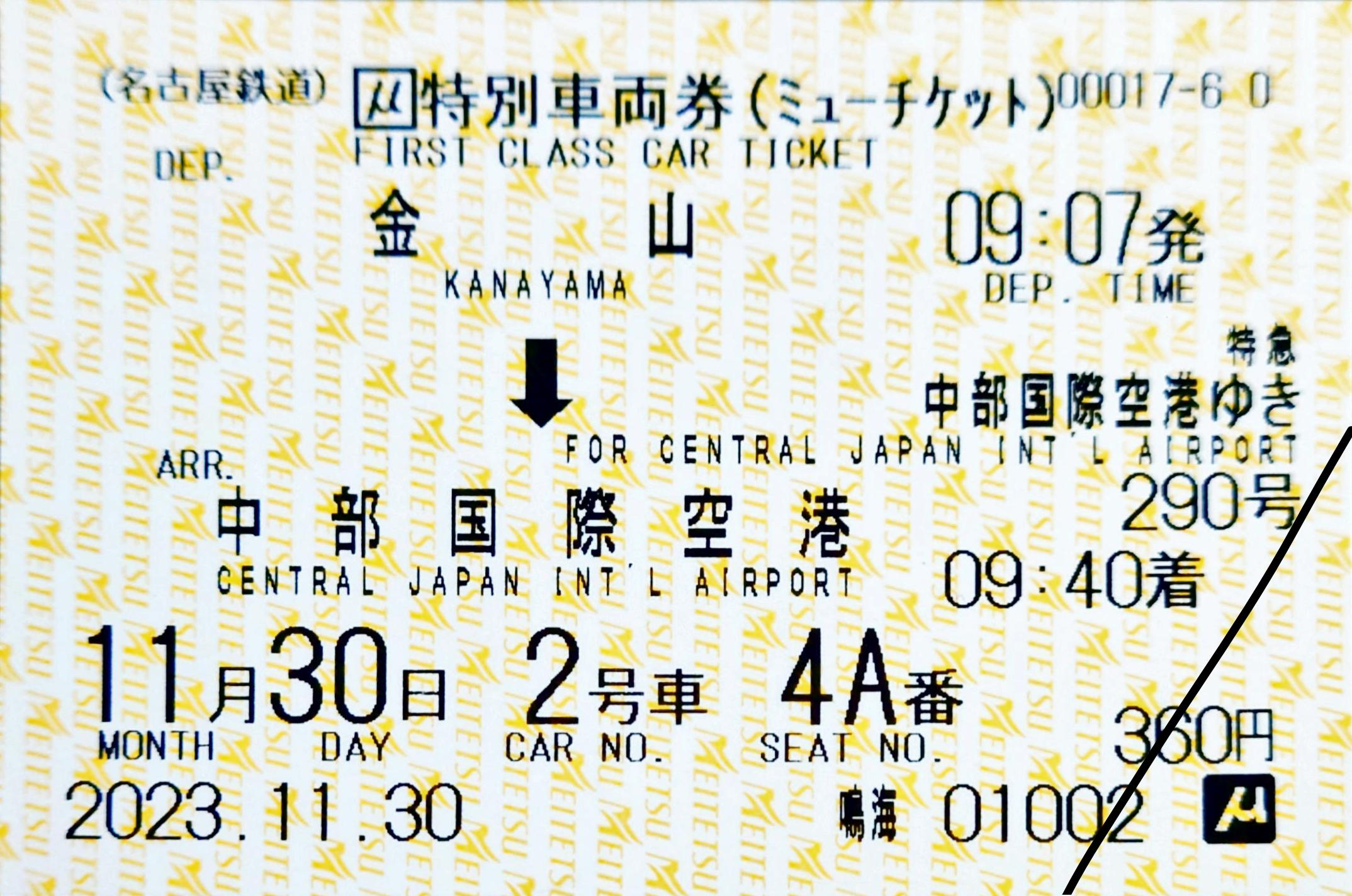
2022年（令和4年）以降導入の新型券売機による発券様式